# 이이지마 마리

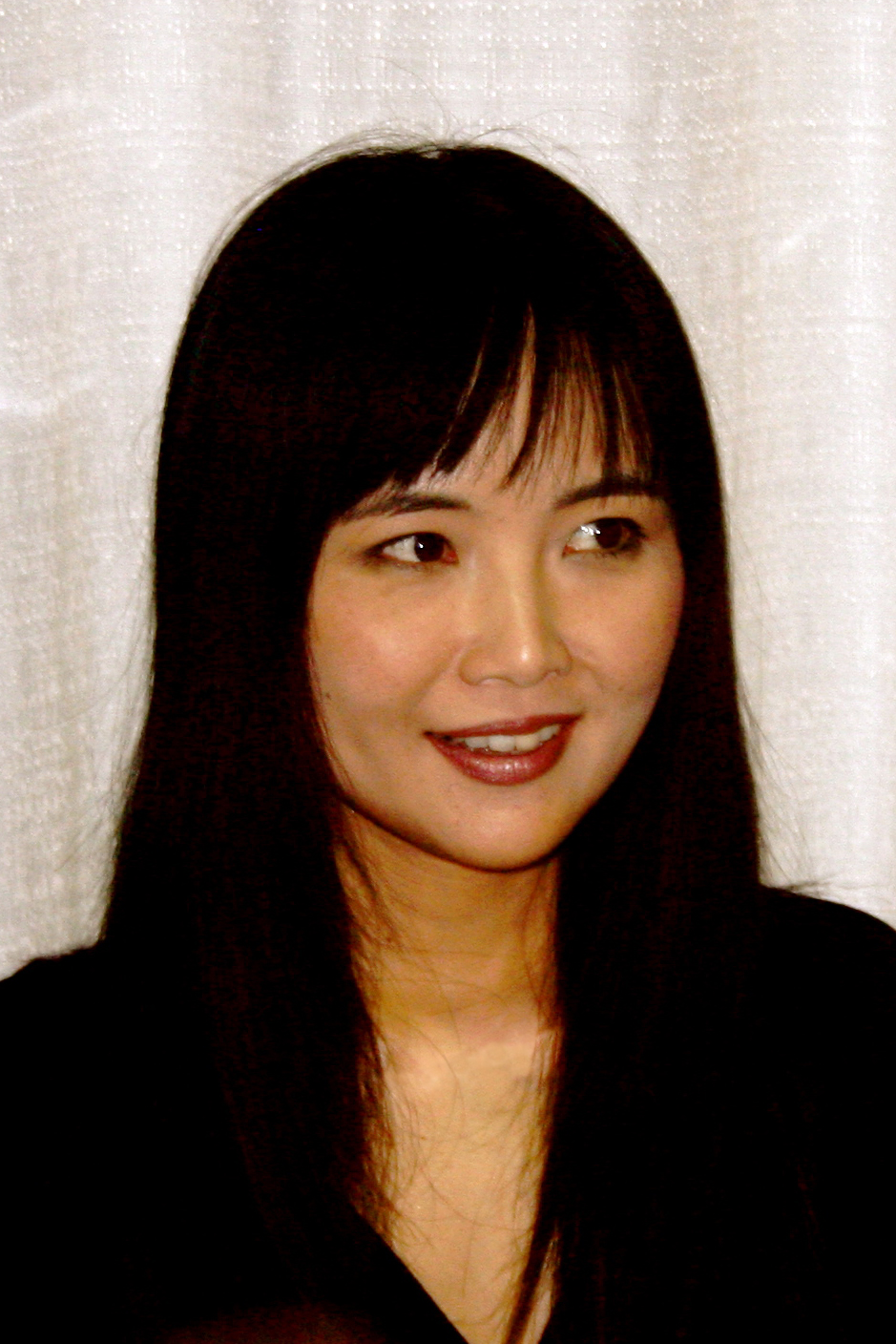

이이지마 마리(일본어: 飯島 真理 이지마 마리[*], 1963년 5월 18일~ )는 이바라키현(茨城県) 쓰치우라시(土浦市) 태생의 뮤지션, 성우, 배우이다.

## 내역, 인물
키우던 개를 소재로 한 노래 〈털복숭이 곤타 (かみつきゴン太)〉를 소학교 5학년 때 작곡, 가수 데뷔 후에 음악잡지 〈키풀 (キープル)〉 부록의 송 노트에 자신이 연주한 피아노 버전이 수록되어있다.
구니타치 음악대학 피아노 학과 재학 중에(후에 중퇴) 싱어송 라이터로서 빅터 엔터테인먼트와 계약했다. 동사로부터 사운드트랙의 발매가 예정되어 있던 SF애니메이션 《초시공요새 마크로스》(超時空要塞マクロス)의 성우 오디션에 응모, 성우경험 뿐 아니라 애니메이션 사정에도 밝지 못했지만 참신함과 표현력을 평가 받아 작품 중의 아이돌 가수 링 밍메이역에 발탁된다. 극 중에서는 목소리 담당 외에도 〈내 남자친구는 파일롯〉(私の彼はパイロット), 〈사랑은 흐른다〉(愛は流れる) 등 밍메이가 극 중에서 부른 노래도 담당하였고 안무도 자신이 고안했다. 작품의 인기와 더불어 이 노래들과 이이지마의 이름은 널리 알려지게 되어 ‘작품 중의 캐릭터로부터 현실의 가수가 태어난다’라는 보이스 아이돌의 선구자가 되었다. TV판의 링 밍메이의 곡은 사운드트랙과 비공인의 컴필레이션 앨범에 수록되었고 싱글 커트로 발매되지는 않았다.
1983년 9월 첫 번째 앨범 〈Rosé〉로 본격적인 가수 데뷔. 이 앨범은 전곡 그녀에 의해 작사, 작곡 되었고 사카모토 류이치( 坂本龍一)가 프로듀스 했다. 같은 해 12월에 싱글 〈확실히 말할 수 있어〉(きっと言える)를 릴리즈하였고 라디오 프로그램 《미스DJ 리퀘스트 퍼레이드》의 DJ 중 한 명으로 활동했다.
1984년 극장판 《초시공요새 마크로스 사랑.기억하나요》(超時空要塞マクロス 愛・おぼえていますか)에서도 링 밍메이역을 담당하여 주제가 사랑.기억하나요(愛・おぼえていますか)(야스이 카즈미 작사, 가토 가즈히코 작곡)를 노래했다. 개인적으로 최대의 히트곡이 되어 오리콘 탑 텐 안에 챠트인(최고 7위)을 기록, 더 베스트 텐 등의 음악 프로그램에 몇 번이나 출연했다. 사랑.기억하나요는 애니메이션 송의 명곡 중 하나가 되어 후에 사쿠라이 토모(桜井智), 시모카와 미쿠니(下川みくに), 나카지마 메구미(中島愛) 등에 의해 리바이벌 되었다.
이후 애니메이션 업계로부터 사라져 아티스트 활동에 전념하였고 같은 해에는 Japan News Network(TBS계열)의 퀴즈 프로그램 《두근두근 동물랜드》(わくわく動物ランド)의 엔딩 테마 〈1그램의 행복〉(1グラムの幸福)을 발표했다. 이 곡은 1996년 TBS계 드라마 《사랑의 극장(愛の劇場)/사랑의 선물(ラブの贈りもの)》의 주제가로서 곤도 나나(近藤名奈)에 의해 리바이벌 되었다. 1987년에는 Moon Records(현재 워너 계열)로 이적했다.
1989년 음악 프로듀서인 제임스 스튜더와 결혼하여 미국으로 이주, 같은 해에는 비치 보이즈의 앨범 〈스마일〉에 브라이언 윌슨과 함께 제작에 참여했다 반 다이크 파크스의 솔로 앨범 〈Tokyo Rose〉의 제작을 권유 받아 앨범 중에 〈Calypso〉의 피쳐링 보컬이 된다. 로스앤젤레스를 거점으로 활동하고 있으며 2001년에 제임스와는 이혼한다.(이혼 후에도 일부 작품의 제작에 협력한다.) 이후 독립제작 CD의 발표등 인디 활동을 계속하며 일년에 한번은 일본에서 라이브 활동을 하고 있다. 배우에 도전하는 등 40을 넘긴 지금도 개인적으로 정력적인 활동을 계속하고 있다.
2006년 미국 최대의 인디 음악상을 수상했다. Just Plain Folks Music Awards에 의하면 앨범 〈Wonderful People〉중의 〈Unspoken Love〉가 베스트 송 상을 수상, 인디 아티스트로서 착실한 행보를 계속하고 있다.

## 초시공요새 마크로스와의 관계
이이지마의 가수 데뷔의 계기가 되었고 오늘날까지도 깊은 관계를 계속하고 있는 것이 《초시공요새 마크로스》이지만 극장판 공개후에는 일부 팬들 사이에 슬픈 오해가 생겨났다. 본인은 애니메이션 분야의 귀중한 경험을 되살려 음악계에서 싱어송 라이터로서의 자립을 목표로 했지만 일부 팬들은 현실의 그녀에게도 링 밍메이상을 투사하였고 콘서트에서도 밍메이의 곡을 불러주길 원했다. 또, 작품 속의 링 밍메이가 다소 자기중심적인 캐릭터였던 것에 동일시 되는 경향이 있어 이 때문에 이이지마는 의식적으로 마크로스 관련으로부터 거리를 두게 되고 시리즈의 속편과 기획에 관여하는 것을 거부했다.(이것을 이이지마 주위의 스탭진도 안타까워 했다고 한다.)
이후 미국에서 개인활동을 시작한 후에 현지의 팬들의 마크로스 지지의 열기에 놀라 예전의 화려했던 경력에 자신을 가지고 서서히 마음속의 응어리를 풀게 된다. 1990년대 중반부터는 마크로스 관련 이벤트와 게임제작에 관여해 1995년에는 속편 《마크로스7》의 히로인 밀레느 지너스역을 연기한 사쿠라이 토모에게 곡을 제공했다. 1997년에는 마크로스 방송 15주년 기획의 하나로써 밍메이(이이지마)와 밀레느(사쿠라이)의 듀엣싱글 〈Friends~시공을 넘어서~〉( Friends～時空を越えて～)를 제작하였고 게임 《MACROSS DIGITAL MISSIOn VF-X》에서는 주제가 〈Only Love〉와 삽입 BGM을 작곡했다.(주제가는 가사도 담당)
마크로스의 주인공 이치조 히카루(一条輝)역의 성우 하세 아리히로(長谷有洋)와는 공연 후에도 남매처럼 사이 좋게 지냈고 가족들 사이의 친교도 깊었지만 1996년 하세가 불우하게 생을 마감하자 일본으로 돌아와 추모 콘서트를 주도한다. 추모 라이브에서는 앵콜 곡으로 하세와의 추억을 기린 노래(울면서 사랑.기억하나요를 열창했다.)를 불렀다.(이 때 함께 불렀던 하세의 추모곡 잊지 않겠어(忘れない)는 앨범 미수록곡이다.)
또 마크로스를 통해 자신의 대표곡이 된 사랑.기억하나요(愛・おぼえていますか)를 1993년발표한 〈The Classics〉에, 〈천사의 그림물감〉(天使の絵の具)을 1995년 발표된 〈Best of the Best〉에 리메이크했다. 2002년에는 마크로스 방송 20주년 기획의 일환으로서 〈Mari Iijima Sings Lynn Minmay〉를 발표, 밍메이의 악곡을 셀프 커버하였고 밍메이의 심경을 담은 신곡 〈Why?〉를 추가했다.
2006년 미국에서 발매 개시된 영어 더빙판 DVD 《Super Dimension Fortress MACROSS》에서는 22년 만에 링 밍메이의 목소리를 담당(모든 대사를 영어로)하게 된다. 일본 원작 애니메이션의 성우가 해외판과 동일 캐릭터를 연기한 것은 최초의 일이며 현지에서 오래 생활한 이이지마이기 때문에 가능했다는 평가를 받는다.

## 성우로서의 활동
- 《초시공요새 마크로스》시리즈 (링 밍메이)
- 《쿨 걸》(クールガール)(아스카)

## 디스코그래피

### 싱글
1. 꿈색의 스푼/사과 숲의 고양이들 (1983년 NHK 애니메이션 스푼 아주머니(호호 아줌마)OP.ED)
※공식 홈페이지의 디스코그래피에는 게재되어 있지 않다. 기록상으로는 의심할 여지가 없는 데뷔작이지만 이이지마는 ‘아티스트로서의 마음을 가지고 수록한 작품이 아니기 때문에 자신도 곡의 입지를 알지 못한다’고 한다. 자켓은 2면을 나뉘어있고 표면에는 스푼 아주머니의 캐릭터 일러스트로 안쪽에는 좌측에는 가사가 우측에는 이이지마의 사진이 사용된 구성으로 되어 있다. 한 때 이이지마의 베스트 앨범에 〈꿈색의 스푼〉의 수록된 적이 있지만(베스트 앨범 〈GOLD〉에 수록) 현재는 〈사과숲의 고양이들〉과 함께 애니메이션 주제가 옴니버스판 〈닐스의 이상한 여행/스푼 아주머니〉(VICL-60427)에 수록되어 있다.
2. 확실히 말할 수 있어(きっと言える)(1983년)
※공식 데뷔 앨범 〈Rosé〉에 수록된 싱글 컷. 자작곡이라는 의미로서 이 곡이 최초라 할 수 있다.
3. 사랑.기억하나요(愛・おぼえていますか)／천사의 그림물감(天使の絵の具)(1984년 도호영화 《초시공요새 마크로스 사랑.기억하나요》의 주제가.ED)
4. 1그램의 행목(1グラムの幸福)(TBS계 퀴즈 《프로그램 두근두근 동물원》 ED)
5. 세실의 우산(セシールの雨傘)(1985년)
6. 아득한 미소~황토고원~(遥かな微笑～黄土高原～)(1986년 12인치 싱글) – 사카모토 류이치의 앨범 〈미래파녀석〉(未来派野郎)의 수록곡을 리바이벌.
7. People!People!People!(1987년 니혼테레비 계 《월드 퀴즈 더 깜짝 지구인》 ED)
8. 거울아! 거울 ~I wanna marry you~(鏡よ！鏡～I wanna marry you～)(1988년)
9. Blue Christmas(1989년)
10. Still(1989년)
11. Secret(1989년)
12. 일요일의 데이트(日曜日のデート)(1990년)
13. 이별을 말할 수 없어(さよならが言えない)(1990년)
14. 우리들은 천사가 아니야(僕らは天使じゃない)(1990년)
15. Love is a miracle(1991년 후지테레비 계 《부인 극장.가족의 연대》주제가)
16. 싫.어(キ・ラ・イ)(1993년 간사이테레비방송계 《산마노만마》(さんまのまんま)OP)
17. Don't fade out!～페이드 아웃을 멈춰!～(1994년 테레비 아사히 《주간지구 TV》ED)
18. 사랑을 찾아서(愛を探して～Is there anybody out there?～)(1995년 12센티 CD)
19. Forever Young~만나고 싶어~(Forever Young～君に会いたい～)(1996년 후지테레비계 《가미오카류타로우에게 당하지 않아!》ED)
20. 초승달의 카누(三日月のカヌー)(1997년 테레비 도쿄 《저주받은 학원》 주제가)
21. Friends~시공을 넘어서~(Friends～時空を越えて～)(1997년 사쿠라이 토모와의 듀엣곡 《초시공요새 마크로스》 TV판 방송 15주년 기념)
※이이지마와 사쿠라이의 소속회사가 각각 자켓과 커플링을 달리해서 발매했다.
22. Eternal Love~빛의 천사에서~(Eternal Love～光の天使より～)/천사들의 휴식(天使たちの休息)(2002년 게임 《갤럭시 엔젤》 OP.ED)
23. Eternal Love 2003(2003년 게임 《갤럭시 엔젤 Moonlit Lovers》OP)

### 오리지널 앨범
1. Rosé(1983년)
2. blanche(1984년)
3. Midori(1985년)
4. KIMONO STEREO(1985년)
5. Coquettish Blue(1987년)
6. Miss Lemon(1988년)
7. My Heart in Red(1989년)
8. It's a love thing(1990년)
9. Believe(1991년)
10. Different Worlds(1993년)
11. Love Season(1994년)
12. Sonic Boom(1995년)
13. Good Medicine(1996년)
14. Europe(1997년)
15. Rain & Shine(1998년)
16. No Limit(1999년)
17. Right Now(2001년)
18. Silent Love(2003년)
19. WONDERFUL PEOPLE(2004년)
20. Uncompromising Innocence(2006년)
21. Echo(2009년)

### 기획 앨범
1. Starlight,Moonshadow(1985년)
2. 이이지마 마리SONG메모리(飯島真理SONGメモリー)(1986년)-《초시공요새 마크로스 》 링 밍메이 전곡집
3. The Christmas Song(1989년)
4. Present(1989년) – 비매품
5. For Lovers Only(1990년)
6. Something Special Live(1990년) – 라이브 앨범
7. Merry Christmas,Melody(1990년 〈The Christmas Song〉에 2곡 추가)
8. Mari Iijima sings Lynn Minmay(2002년)
9. palette(2007년) – 빅터 소속시절의 싱글 컴플리트 및 〈Starlight,Moonshadow〉의 재편집판의 2CD

### 베스트 앨범
1. Variée(1984년)
2. GOLD(1986년)
3. SUPER(1986년)
4. The Classics(1993년)
5. Best of the Best(1995년)
6. Mari picks "The Ultimate Collection"(2005년)

## 악곡제공
- 오가와 노리코(小川範子) – 다시 한번 만나고 싶어(もう一度会いたい)
- 코이즈미 교코(小泉今日子) – 두 사람(二人)
- 사이토 유키(斉藤由貴) – 불효자가 우는 날(親知らずが痛んだ日)(작사:사이토 유키)
- 사쿠라이 토모(櫻井智) –　당신에게 Love song(あなたへのLove Song), 만나고 싶어도 만날 수없어(あいたくてもあえない), MY TOWN(작사:사쿠라이 토모)
- Milky Dolls - Only You(게임 〈MACROSS DIGITAL MISSION VF-X〉주제가)